# Bibliographia Medica Čechoslovaca

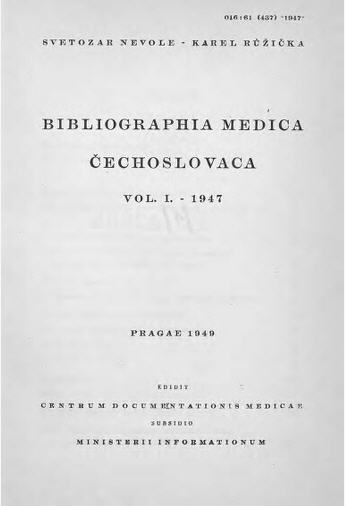
Obálka 1. vydání BMČ 1947 (vydáno v roce 1949)

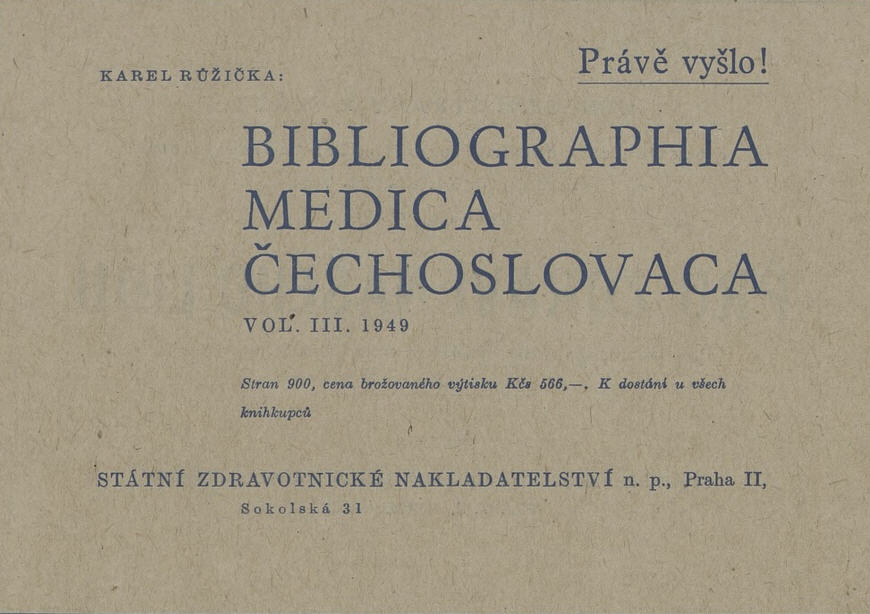
Reklama na nové číslo bibliografie Bibliographia medica Čechoslovaca (vol. III. 1949, vydané roku 1952) v odborném tisku v roce 1953

Bibliographia medica Čechoslovaca (BMČ) je národní registrující bibliografie z oboru lékařství a zdravotnictví. Je vytvářena již od roku 1947, jejími zakladateli a pořadateli byli knihovník Karel Růžička a docent psychiatrie Svetozar Nevole.

## Vznik a vývoj
První pokusy o vytvoření české národní lékařské bibliografie se objevily již na začátku 20. století. V letech 1900–1902 vycházela jako příloha Časopisu lékařů českých “Slovanská bibliografie lékařská”, jejímž pořadatelem byl lékař Jan Semerád. Cílem bylo podchytit všechny vědecké práce, které byly publikovány ve slovanských časopisech.
V letech 1935–1939 vycházela Bibliographia medica cechoslovaca, jejímž pořadatelem a zároveň i vydavatelem byl profesor Otakar Hněvkovský. Vzhledem k tomu, že bibliografie neměla žádné institucionální zázemí, její vydávání od začátku provázely technické a finanční problémy.
Ve 40. letech 20. století se objevily v odborném lékařském tisku kritické články, které poukazovaly na neexistující československou lékařskou bibliografii. Jedním z kritiků byl i docent psychiatrie Svetozar Nevole, který se nakonec zasloužil o její vznik. Oproti dřívějším pokusům si uvědomoval, že pro vznik bibliografie je nutné institucionální zázemí a zabezpečení informačních zdrojů. Společně s vedoucím lékařské knihovny Karlem Růžičkou začali v roce 1946 připravovat podmínky pro vytvoření bibliografie. V roce 1947 se jim podařilo založit Zdravotnické dokumentační středisko (ZDS), mezi jehož činnosti patřilo i vytváření národní registrující lékařské bibliografie. Zajištění informačních zdrojů ZDS realizovalo prostřednictvím Ústřední lékařské knihovny, se kterou sídlilo ZDS v jedné budově v Lékařském domě v Praze.
V roce 1961 se obě instituce sloučily a vznikl tak Státní ústav pro zdravotnickou dokumentační a knihovnickou službu – dnešní Národní lékařská knihovna (NLK).
První vydání BMČ v knižní podobě bylo realizováno v roce 1949 a registrovalo literaturu vydanou v roce 1947. Zpracování BMČ se v tomto období stalo jedním z hlavních cílů ZDS. BMČ zachycuje odborné písemnictví vydané na území České republiky a práce českých autorů vydaných v zahraničí. Do roku 1996 zahrnovala i slovenskou produkci. Všechny záznamy BMČ od roku 1947 jsou uložené v databázi a přístupné prostřednictvím portálu Medvik (www.medvik.cz). V roce 2017 databáze BMČ obsahovala cca 900 000 záznamů. NLK postupně pracuje na doplnění i starších záznamů vydaných před rokem 1947.
Kromě základní řady BMČ vycházely ještě 2 doplňkové řady:
1. The Annual of Czechoslovak Medical Literature (1956–1978) – anglická verze BMČ, která obsahovala výběr z BMČ s přeloženými názvy do anglického jazyka, výběrově i s anglickými abstrakty.
2. Zdravotnictví a právo (1969–1990) – bibliografický výběr právních předpisů, článků a knih z právnické a zdravotnické literatury, publikovaných v ČSSR a zahraničí.

BMČ vycházela až do roku 1999 v tištěné podobě, nejdříve formou ročenek, později formou měsíčních sešitů.

## Digitální knihovna NLK, Medvik

### Obsah BMČ, databáze
Tištěné výstupy byly v roce 2016 digitalizovány a jsou volné dostupné v Digitální knihovně Národní lékařské knihovny (NLK).
Databáze BMČ obsahuje přibližně 900 000 bibliografických záznamů monografií a článků z oboru lékařství a zdravotnictví. Do BMČ jsou zařazovány:
- monografie, výzkumné zprávy, kvalifikační práce, konferenční materiály a výukové materiály, které vyšly na území ČR
- práce publikované v odborných lékařských časopisech a sbornících, které vyšly na území ČR
- práce českých autorů, které vyšly v zahraničí
- kapitoly v kolektivních monografiích
- biografické práce o lékařích
- práce o dějinách lékařství

Roční přírůstek je okolo 30 000 nových záznamů. V roce 2018 bylo do BMČ excerpováno 254 časopisů. Aktuální seznam excerpovaných časopisů je uveden v portálu Medvik, kolekce Excerpované tituly v BMČ. BMČ nemá žádné časové omezení, snahou je, aby veškerá produkce z oboru byla v BMČ podchycena. Články jsou v databázi zpracované od roku 1947, starší se postupně doplňují.

### Zpracování BMČ
BMČ je vytvářena v knihovnickém systému DaWinci/Medvik ve formátu Marc 21.

### Dostupnost BMČ, portály
Databáze BMČ je volně dostupná
- v portálu Medvik na adrese medvik.cz/bmc
- a v Centrálním portálu knihoven na adrese knihovny.cz

### Věcné téma
Věcné téma je v záznamech BMČ zachyceno pomocí deskriptorů českého překladu amerického tezauru Medical Subject Headings (MeSH).